# Othmar Ammann
Othmar Hermann Ammann (26 de marzo de 1879-22 de septiembre de 1965) fue un ingeniero civil y diseñador estadounidense, se le atribuye el diseño de numerosos puentes, algunos de los más famosos son el puente George Washington, el puente Verrazano-Narrows y el puente Bayonne.  También dirigió y planificó la construcción del túnel de Lincoln.

## Biografía
Nació en Schaffhausen, Suiza en 1879. Cursó sus estudios de ingeniería en la Escuela Politécnica Federal de Zúrich. En 1904 migra a la ciudad de Nueva York para comenzar su trabajo como ingeniero civil. En 1905 regresa brevemente a Suiza para contraer matrimonio con Lilly Selma Wehrli con quien tuvo tres hijos antes del fallecimiento de su esposa en 1933. Adquiere la nacionalidad estadounidense en 1924. Contrae nuevamente matrimonio con Karly Vogt Noetzli en 1935 en California.
La carrera de Othmar Ammann comienza a destacar al escribir estudios acerca del colapso de puentes, en particular el colapso del puente de Quebec y del puente de Tacoma Narrows. El reporte que escribió acerca del puente de Quebec fue el que dio en un principio el reconocimiento en el campo del diseño de puentes. Por este mismo reporte fue que obtuvo un empleo trabajando para Gustav Lindenthal en el puente Hell Gate. En 1925 fue nombrado ingeniero de puentes de la Autoridad Portuaria de Nueva York. Su diseño para la construcción de un puente que atravesara el río Hudson fue elegido sobre el diseño de su mentor Gustav Lindental. El diseño de este puente se convertiría en el proyecto del puente George Washington. 
Bajo la dirección de Othmar Ammann, el puente George Washington fue completado seis meses antes de lo planeado y con un presupuesto menor al que estaba planeado en un principio. Ammann continuó trabajando como Director de ingeniería de la Autoridad Portuaria de Nueva York hasta 1939. Mientras trabajaba en la Autoridad Portuaria de Nueva York en 1934, sus trabajos con puentes llamaron la atención de Robert Moses, poderoso funcionario estatal, quien lo reclutó para trabajar para él. Cuatro de los últimos seis puentes que construyó Ammann en Nueva York fueron construidos para la Triborough Bridge and Tunnel Authority de Robert Moses. En 1946 Ammann y Charles Whitney fundaron la compañía Ammann & Whitney. En 1964, Ammann abrió el puente Verrazano-Narrows, entonces el récord de puente colgate más largo del mundo, con un vano de 1300 m. Ammann también contribuyó en el diseño del puente Golden Gate en San Francisco.

## Trabajos
Othmar Ammann diseñó más de la mitad de los once puentes que conectan la Ciudad de Nueva York con el resto de Estados Unidos. Su capacidad e ingenio para el diseño de puentes le permitió la construcción de los dos puentes colgantes más largos de la época. La popularidad de su trabajo se basaba en la ligereza y economía de los puentes que diseñaba sin sacrificar el aspecto estético de la construcción. 

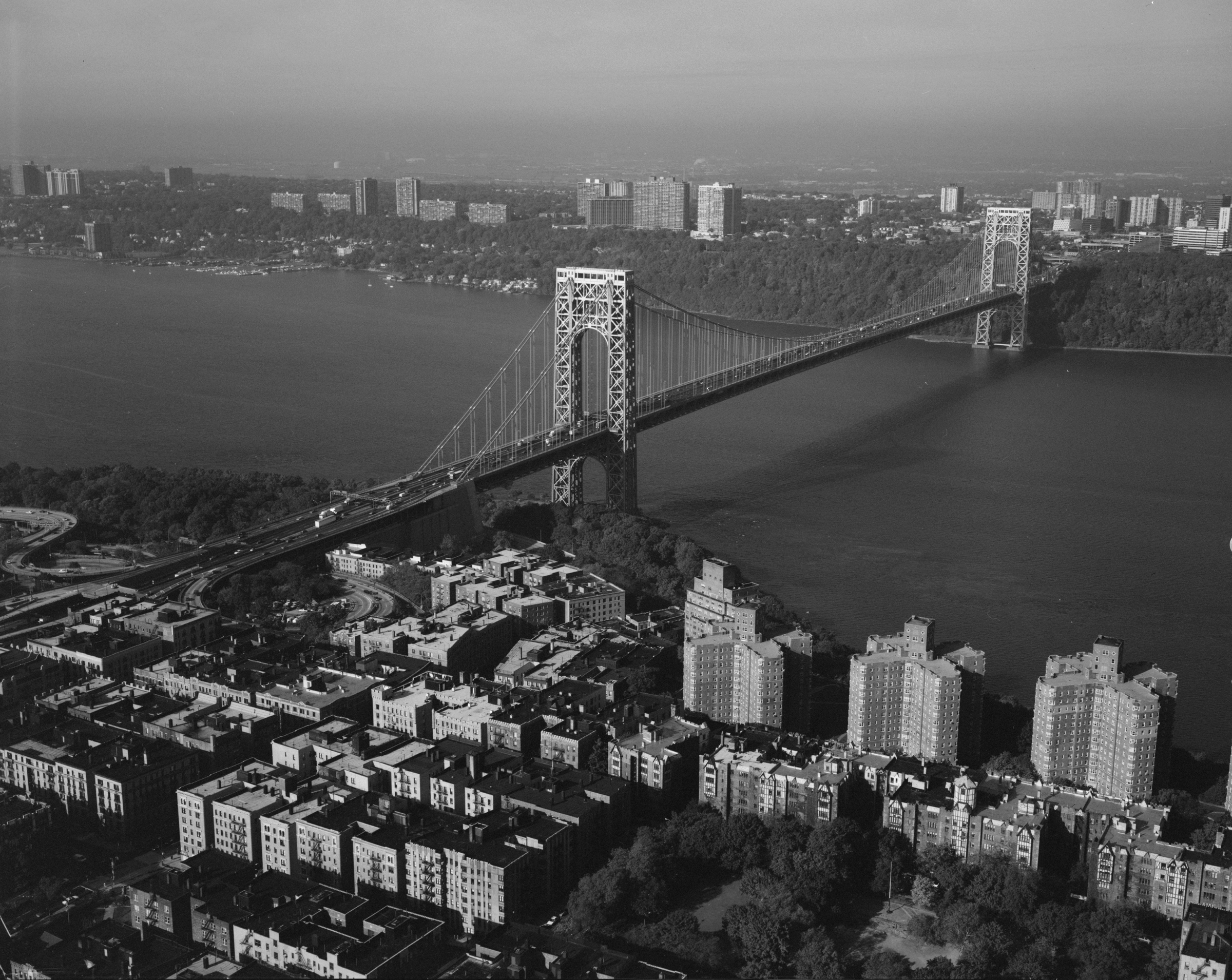
Puente George Washington

En el aspecto estructural su trabajo se basaba en la teoría de deflexión, Ammann consideraba que los cables de suspensión en los puentes brindaban la rigidez necesaria a la estructura sin necesidad de usar vigas rígidas, por lo cual el costo de sus proyectos disminuía dramáticamente. Esto aumentó aún más su popularidad debido a la crisis económica que atravesaba Estados Unidos en la época. Algunos puentes famosos diseñados por Ammann son los siguientes:
- Puente George Washington (Abierto el 24 de octubre de 1931)
- Puente Bayonne (Abierto el 15 de noviembre de 1931)
- Puente Triborough (Abierto el 11 de julio de 1936)
- Puente Bronx-Whitestone (Abierto el 29 de abril de 1939)[5]
- Puente Walt Whitman (Abierto el 16 de mayo de 1957)
- Puente Throgs Neck (Abierto el 11 de enero de 1961)
- Puente Verrazano-Narrows (Abierto el 21 de noviembre de 1964)